# جاك أونيل

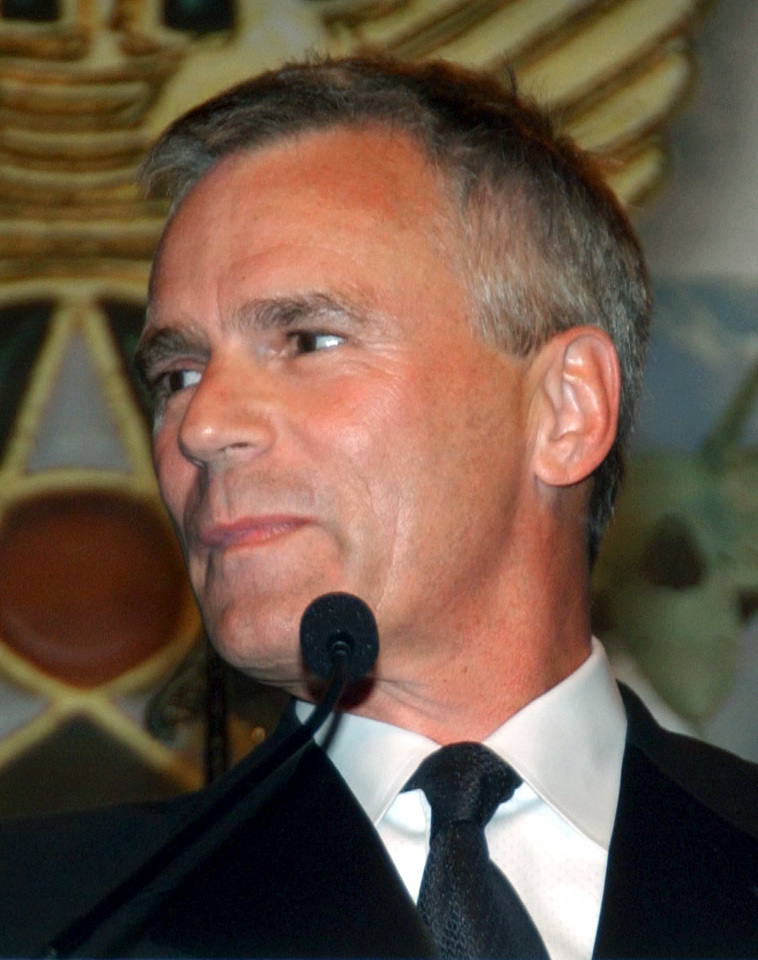
صورة الممثل ريتشارد دين أندرسون الذي يلعب دور جاك أونيل

جاك أونيل (بالإنجليزية: Jack O'Neill)‏ هو شخصية خيالية من سلسلة الخيال علمي ستارغيت إس جي 1، ستارغيت أتلانتس، وستارغيت يونيفرس. وهي ثلاثة مسلسلات تلفزيونية تتحدث عن فريق يستكشف المجرة عبر جهاز يسمى بوابة النجوم أو ستارغيت. يلعب دوره الممثل الأمريكي ريتشارد دين أندرسون. معروف أيضا بجون، أو جاك. هو ملازم جنرال في الطيران الجوي للولايات المتحدة الأمريكية خدم 8 سنوات في برنامج ستارغيت حتى تم تحويله إلى البنتاغون ليصبح رئيس قيادة الهومورلد. كان القائد الأصلي لفريق اس جي-1 ثم أصبح قائد اس جي سي. اسماه المعلم برا'تاك بأونيل من مينيسوتا.

## الشخصية

### 1994
في أول مهمة على أبيدوس، أونيل، الحزين على الموت غير المقصود لإبنه تشارلي بسبب إطلاقه النار على نفسه باستعمال سلاح أبيه، أحضر قنبلة نووية، ظنا منه أنه المهمة انتحارية. رع، سيد النظام الأعلى لإمبراطورية الغواؤلد، اكتشفها وقرر بعثها نحو الأرض. وهناك، التقى سكارا وهو فتى ذكره بابنه تشارلي، لكنه شغل القنبلة. وعندما حاول دانيل جاكسون انقاذ شاو'ري، وهي امرأة محلية التقاها ووقع في حبها، حارب أونيل رئيس الجافا الأول لرع، وأخيرا قطع جسده بوسطة الناقل الدائري. ومع ذلك، رع غير القنبلة حيث جعلها غير قابلة للتعطيل. وعندما علم رع بثورة الأبيدونيين، أخذ سفينته إلى الفضاء. وأونيل غير القادر على تعطيل القنبلة، يقوم بتلصيق القنبلة على سفينة رع مما يسبب تفجيرها في السماء. وبالتالي يقوم بدون قصد بإشعال الحرب بين الأرض والغواؤلد.

### 1997
بعد انتهاء المهمة على أبيدوس، استقال اونيل من القوات الجوية. بعد 3 سنوات، في 1997، الجنرال جورج هاموند يطلب منه العودة إلى قيادة الستارغيت لمناقشة الأحداث التي وقعت خلال البعثة أبيدوس بعد وصول أبوفيس ومجموعة من رجال الجافا إلى الأرض عبر الستارغيت لفترة وجيزة، وقاموا باختطاف رقيبة. عندها أمر هاموند أن يرسل قنبلة النووية إلى أبيدوس، فاعترف لهم اونيل بانه لم يقتل جميع السكان، ولكن فقط رع وسفينته في المدار. وطلب لارسال فريق إلى هذا الكوكب، لكنه رفض وألقيت في تحقيق القيادة. هناك، التقى زملائه القدماء تشارلز كوالسكي ولويس فيريتي.
بعد بعض الوقت، يعود هاموند، ويتحدث مع اونيل عن الذهاب إلى أبيدوس. من أجل الاتصال بدانيل جاكسون، الذي كان لا يزال على هذا الكوكب، فأخذ اونيل صندوق كلينيكس ورمى به عبر الستارغيت لأبيدوس. في وقت لاحق، تم إرجاع ذلك الصندوق مع رسالة شكرا. ارسل المزيد.. هاموند أذن أونيل، كوالسكي وفيريتي للعودة إلى أبيدوس، جنبا إلى جنب مع العالمة سامانثا كارتر. في أبيدوس، اونيل كان قادرا على لم شملهم مع دانييل جاكسون، ولكن وقع هجوم اخر اصاب أبوفيس فيه فيريتي ورأى سكارا وشاو'ري يختطفان. وعاد الفريق إلى الأرض مع عنوان بوابة عالم أبوفيس. بموجب تفويض من هاموند، أصبح اونيل قائد الفريق اس جي-1 مع كارتر وجاكسون. ثم أرسلوا إلى تشولاك، عالم أبوفيس، جنبا إلى جنب مع اس جي-2 تحت قيادة كوالسي. اعتقل اس جي-1 اعتقل من قبل أمر من أبوفيس وكانوا سوف يتم اعدامهم حتى أقنع اونيل تيلك للانضمام إليه. أونيل كان قادرا على الحصول على سلاح ستاف وتفجير حفرة في السجن، وفريقه، جنبا إلى جنب مع السجناء تمكنوا من الفرار والعودة إلى الأرض.

### 1998
عندما أراد السيناتور روبرت كينزي اغلاق برنامج ستارغيت، يخطف اونيل واس جي-1 الستارغيت، متجهة إلى الإحداثيات التي كانوا قد وجدوها في مهمة سابقة. هناك، وعلموا أنهم كانوا في واحد من اثنين من سفن الغواؤلد الأم متوجة نحو إلى الأرض، ويتحكم بالسفينة كلوريل، ابن أبوفيس، الذي كان قد أخذ جسد سكارا كمضيف. اونيل اضطر لقتل سكارا لمنعه من قتل جاكسون، لكنه تم احياؤه بواسطة التابوت. كان اس جي-1 قادرا على تخريب السفينة، وتدمير سفينة أبوفيس في الانفجار. وتم جعل اس جي-1 أبطالا، وسمح لبرنامج ستارغيت أن يبقى نشطا.

### 1999
بينما كان يقوم هو وفريقه باستكشاف بي3آر-272، تم تنزيل مستودع معارف القدماء في مخه، وكنتيجة لان المخ البشري لم يتطور بما يكفي كي يمكنه استيعاب هذا المستودع، بدأ اونيل بالتحدث بلغة القدماءوبدأ يموت. إلا أن عقله الباطن تمكن من انقاذه مستخدما المعرفة التي حصل عليها اونيل من خلال مستودع المعارف، فقام بقيادته لكوكب الاسغارد الام اوثالا، حيث تمكنوا من مساعدته وازالة علوم القدماء من راسه قبل أن يموت.
عندما تم اسر اونيل وجاكسون وكارتر عن طريق هاثور، تم أخبارهم ان جميع رفاقهم قد ماتوا، وانهم انتقلوا 78 عام للمستقبل. لقد كان اونيل أول من اكتشف هذه الخدعة، ونجح في انقاذ جاكسون وكارتر إلا أن هاثور تمكنت من اسرهم ثانية، ثم قامت بزرع غواؤلد داخل اونيل، إلا أن جاسوس التوكرا تمكنت من تجميده حتي مات الغواؤلد، ثم قامت كارتر بانعاشه لاحقا، وعندما حاولت هاثور قتل كارتر قام اونيل بقتلها. ولقد ادي نجاح اونيل في التخلص من هاثور لادراك قادة النظام مدى الخطر الذي تمثله الأرض، فبدأوا يعدون حملة أخرى عليها أقوى بمائة مرة من تلك التي شنها أبوفيس من قبل. إلا أن ثور تمكن من انقاذ الأرض عندما قام بضمها لمعاهدة الكواكب المحمية.

## وصلات خارجية
- أونيل جاك أونيل في ويكيا ستارغيت العربية
- جاك أونيل في موقع ساي فاي.